# Morelia (Mexico)
Morelia (Purépecha: Uaianarhio) is de hoofdstad van de Mexicaanse deelstaat Michoacán de Ocampo. De stad heeft 608.049 inwoners (2005) en is de hoofdplaats van de gemeente Morelia.

## Stadsbeeld
Het koloniale centrum van de stad staat op de werelderfgoedlijst van de UNESCO. Bekende gebouwen in de binnenstad zijn de kathedraal van Morelia, het Casa del Arte, het koloniale aquaduct en het geboortehuis van José María Morelos.
De stad ligt nabij de transportas tussen Guadalajara en Mexico-Stad. Het centrum van de stad ligt binnen de Libramiento, de ringweg. Buiten de ringweg liggen de duurdere wijken en meerdere universiteiten.

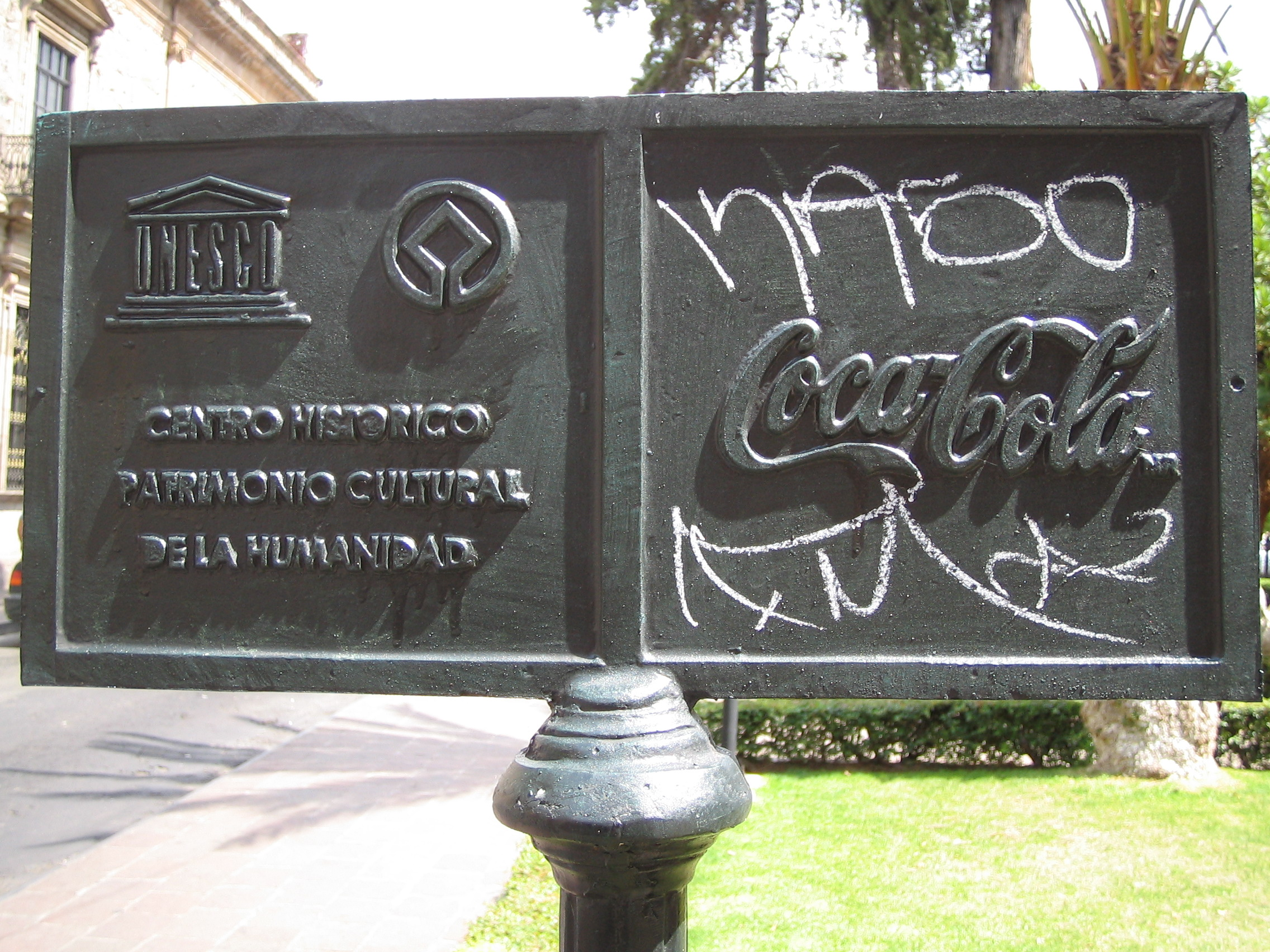
Coca-Cola sponsort het Werelderfgoed in het historische centrum van Morelia

## Geschiedenis
Morelia werd gesticht op 18 mei 1541 door Antonio de Mendoza als Valladolid de Michoacán. Op dat moment was het gebied bewoond door de Pirindas. In 1582 werd het de hoofdstad van de provincie Michoacán. Tijdens de koloniale periode vestigden een aantal religieuze ordes zich in Mexico. Daardoor werd de stad een belangrijke plaats voor kunst en cultuur, maar ook een berucht centrum van de Mexicaanse inquisitie.
Morelia is de geboorteplaats van de onafhankelijkheidsstrijder José María Morelos (1765), naar wie de stad in 1828 officieel werd omgedoopt, van keizer Agustín de Iturbide (1783) en van de presidenten Pascual Ortiz (1877) en Felipe Calderón (1962).
In 2008 vond in Morelia een bomaanslag plaats waarbij acht mensen om het leven kwamen.

## Evenementen
Sinds 2006 wordt de eerste helft van het prestigieuze Linares-schaaktoernooi in Morelia georganiseerd, dit toernooi maakt deel uit van de tijdens "Wijk aan Zee 2007" opgerichte "Grand Slam" associatie. De terugrondes worden in Linares (Spanje) gespeeld.

## Religie
De stad is de zetel van het rooms-katholieke aartsbisdom Morelia.

## Partnersteden
- Valladolid, Spanje
- Arequipa, Peru

## Geboren
- José María Morelos (1765-1815), priester en leider in de Mexicaanse Onafhankelijkheidsoorlog
- Agustín de Iturbide (1783-1824), militair en eerste keizer van Mexico
- Pascual Ortiz Rubio (1877-1963), president van Mexico (1930-1932)
- Felipe Calderón (1962), president van Mexico (2006-2012)
- Omar Trujillo (1977-2022), voetballer
- Hugo Ayala (1987), voetballer

Agavelandschap en oude industriële faciliteiten van Tequila · Hydraulisch systeem van het aquaduct van Padre Tembleque · Oude Mayastad en beschermde tropische regenwouden van Calakmul, Campeche · Historische versterkte stad Campeche · Precolumbiaanse stad Chichén Itzá · Centrale Universiteitsstadscampus van de Nationale Autonome Universiteit van Mexico · Biosfeerreservaat El Pinacate y Gran Desierto de Altar · El Camino Real de Tierra Adentro · Precolumbiaanse stad El Tajín · Franciscaanse missieposten in de Sierra Gorda van Queretaro  · Historische stad Guanajuato en aangrenzende mijnen · Hospicio Cabañas, Guadalajara · Eilanden en beschermde gebieden in de Golf van Californië · Luis Barragánhuis en -studio · Historisch Centrum van Mexico-Stad en Xochimilco · Vroeg-16e-eeuwse kloosters op de hellingen van de Popocatépetl · Historisch centrum van Morelia · Historisch centrum van Oaxaca en Monte Albán · Precolumbiaanse stad en nationaal park Palenque · Archeologische zone van Paquimé, Casas Grandes · Historisch centrum van Puebla · Historische monumentenzone van Querétaro · Revillagigedo-archipel · Biosfeerreservaat van de monarchvlinder · Rotstekeningen van de Sierra de San Francisco · Beschermde stad San Miguel en het Heiligdom van Jesús de Nazareno de Atotonilco · Sian Ka'an · Precolumbiaanse stad Teotihuacan · Historische monumentenzone van Tlacotalpan · Precolumbiaanse stad Uxmal · Walvisreservaat van El Vizcaíno · Archeologische monumentenzone van Xochicalco · Historisch centrum van Zacatecas · Tehuacán-Cuicatlánvallei: oorspronkelijke habitat van Mesoamerika
- Bibliothèque nationale de France: cb133344312 (data)
- Gemeinsame Normdatei: 4040241-1
- Library of Congress Control Number: n80129080
- MusicBrainz: 26445028-de75-42ed-bb89-48d6fc621335
- Nationale Bibliotheek van Israël: 987007559625705171
- Virtual International Authority File: 154772016